# 에트루리아 미술

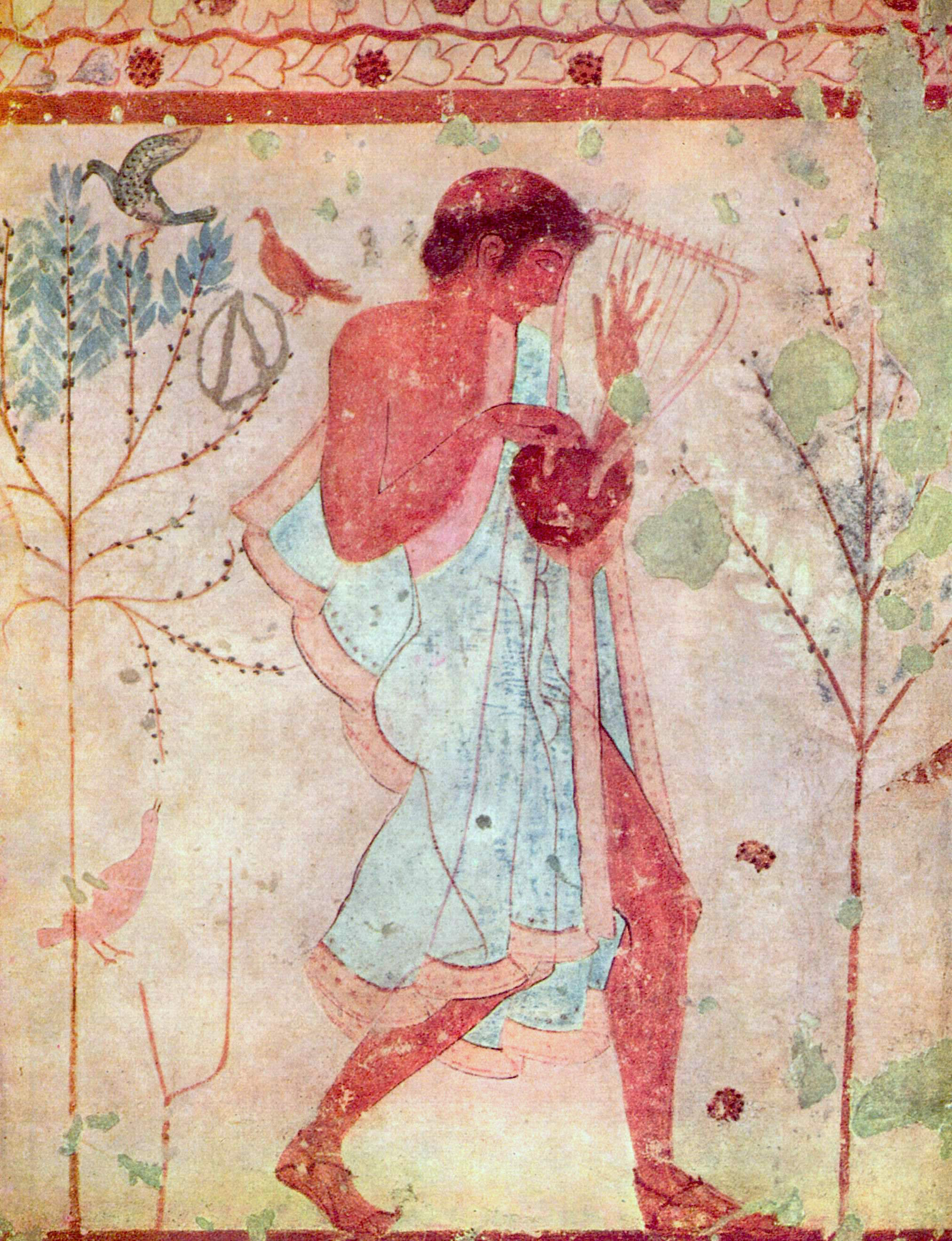
에트루리아 벽화

마구를 단 날개 달린 말, 테라코타 얕은 부조, 헬레니즘 시대의 에트루리아 예술품(여왕 제단 사원 유적, 현재는 타르퀴니아의 비텔레스키 궁전에 있음)

에트루리아 미술은 기원전 9세기에서 2세기 사이 북부 이탈리아의 에트루리아인이 만든 구상 미술의 형태이다.

## 에트루리아의 건축
에트루리아 건축으로서 서양 건축사상에 특기할 만한 것은, 벽돌 혹은 돌에 의한 퇴석식(堆石式)의 아치형(型) 혹은 볼트 공법(工法)의 사용이다. 원래 오리엔트에서 시작한 건축 구조는, 에트루리아인에 의하여 이탈리아에 이입(移入)되고 그들의 분묘 건축에 채용되었다. 그 오랜 유적으로서의 구조는 기원전 7세기 중엽 체르베트리의 <레골리니－갈라시의 무덤>의 궁륭 천장, 베이오의 <캄파나의 무덤>의 입구 등에서 볼 수 있다. 에트루리아의 도시는 그 대부분이 두꺼운 성벽으로 둘러싸인 나지막한 언덕 위에 세워져 있었다. 그리스처럼 도시 건조물을 대표하는 건축은 신전인데, 에트루리아의 신전은 목재를 많이 사용하고 있기 때문에, 건축 구조의 유적은 겨우 주춧돌과 벽면을 만든 생벽돌의 파편이 남아 있을 뿐이다. 신전의 설계는 그리스의 신전 형식에 유사하여, 정면에는 주랑 현관(柱廊玄關＝프로나오스)이 있고, 벽돌로 둘러싼 케라(本殿)는 한 개 혹은 세 개의 방으로 나뉘어 있다. 기둥이나 들보 등은 목재가 사용되고, 박공 지붕의 용마루 그 밖의 상부의 세부(細部)는 채색하여 테라코타의 장식으로써 아름답게 꾸며져 있었다. 근년 발굴된 피렌체 교외(郊外)의 피에소레의 신전(기원전 3세기？)은 세로 17.20m, 가로 13.45m의 장방형의 건물로서 프로나오스가 넓다. 본전(本殿)은 일실(一室)뿐이며, 뒤의 벽면은 별당(別堂)의 벽면에 함께 딸려 있다. 일반적으로 신전 건축의 발전은 다음과 같이 세 시기로 분류된다. 그 제1기는 기원전 6세기 중엽부터 그 세기의 끝까지인데, 그 대표적 구조의 유적으로는 베이오의 미네르바의 신전이다. 제2기는 기원전 6세기 말부터 기원전 5세기 중엽까지의 시기인데, 이 기(期)의 신전의 장식은 그 화려함이 극에 달했다. 제3기는 기원전 4세기의 중엽부터 기원전 2세기까지의 시기인데, 이 때의 신전에는 그리스의 영향이 뚜렷하다. 에트루리아 건축을 가장 특징짓고 있는 것은 분묘이다. 그 형식은 시대에 따라 상당히 다르며, 정자형(井字型)·장방형·사각형·원형 등 각양각색이다. 가장 오래된 유적(遺蹟)은 빌라노바 문화와의 혼성기(混成期)라고 하는, 기원전 10세기부터 기원전 9세기경까지 거슬러 올라갈 수가 있다. 그 형식은 우물형인데, 가운데에 뼈항아리(骨壹)를 놓는 감실(龕室)이 만들어져 있다. 그 후 기원전 8세기에 와서 새로운 형식의 장방형 분묘가 만들어지고, 다시 기원전 7세기 말 이후에는 궁륭 천장을 가진 순연한 분묘 건축이 나타났다. 그것들은 주위를 원형을 둘러싼 총(塚) 형식의 것으로서, 대다수는 지하에 구축되며 그 위를 흙으로 덮은 것이다. 그리고 기원전 6세기경에는 하나의 분묘에 몇 개의 묘실을 설치하고 천장을 중주주(中主柱)로 떠받친 분묘도 보인다. 궁륭천장의 대표적 유적으로는 키우시의 <대공(大空)의 묘>가 특히 알려져 있다.

## 에트루리아의 조각
에트루리아의 조각은 점차적으로 기원전 6세기 말이 되어서 독립된 대조각이 제작되었다. 그 이전의 것은 키우시 밖의 분묘에서 발견된 초기의 테라코타의 뼈항아리에서 발견된다. 초기의 뼈항아리에는 뚜껑 위에 작은 사람이나 동물의 상(像)을 만든 것을 볼 수 있는데, 기원전 7세기경이 되면 뼈항이리 전체가 하나의 인체 형상이 되었다. 그러나 화장(火葬)의 습관은 기원전 6세기 중엽에 끝나고, 동시에 뼈항아리도 차차 모습을 감추고, 이에 대신하여 관(棺) 위에 부처(夫妻)가 가까이 다가 있는 반와상(半臥像)이 있는 테라코타 관이 제작되게 되었다. 현재 루브르 미술관과 로마의 빌라지울리아 미술관에 있는 체르베트리에서 출토한 테라코타 관의 <부처의 반와상>은 가장 훌 륭한 보기인데, 제작 연대는 어느 것이나 기원전 520년경이라고 추정된다. 대영 박물관에 있는 두개의 테라코타 여인 좌상(女人坐像)이나 피렌체 고고(考古) 박물관의 청동 전사상(戰士像)이나 여인상은 에트루리아 조각의 초기의 것으로 좋은 예다. 아르카이크 양식이라 불리는 기원전 6세기에서 기원전 5세기 중엽까지의 시기는 에트루리아 조각의 최성기로서, 한편으로는 그리스 미술의 영향을 받으면서, 또 다른 한편으로는 그 표현과 양식에 있어서 에트루리아 조각의 독자성을 발전시켰다. 베이오의 미네르바 신전의 지붕을 꾸민 <아폴론과 헤라클레스의 군상(群像)>(빌라지울리아의 미술관), <서 있는 소녀상(少女像)>(코펜하겐 니카루르스베로그 진열관)은 관(棺)의 상(像)과 더불어 이 기(期)의 테라코타 조각을 대표하는 걸작이다. 그 중에서도 아폴론 상은 에트루리아의 예술가 중에서 그 이름이 알려진 유일한 조각가 우르카의 작품으로 추정된다. 이들 조각에서 보이는 훌륭한 기능은 테라코타 조각과 더불어 청동조각에서도 엿보인다. 로마 건국의 건설에 얽힌 <어미 승냥이>(로마 콘세르바토리) 및 괴수(怪獸) <키마이라>(피렌체 고고박물관)는 정교한 주조 기술과 사실적인 강력한 표현력을 가진 기원전 5세기의 에트루리아 청동 조각의 걸작이다. 박진감이 넘치는 이들 조각에 대하여, 이 기간에는 두부(頭部)에서 하부(下部)가 뚜렷이 가늘고 긴 봉납(奉納)의 청동 소상(小像)이 많이 제작되었다. 그 가늘고 긴 신체는 사실적인 두부를 제외하고, 극히 단순하여 에트루리아 조각 중에서는 이질적인 표현인 것이다. 그 때문에 이들 작은 상은 에트루리아적이라고 하기보다 오히려 토착의 이탈리아적 표현에 머물고 있다고도 생각된다. 기원전 4세기 이후에 제작된 대부분의 작품은 전세기에서 보여준 것 같은 생기와 독자성을 잃고, 차차 그리스와 로마에의 동화(同化)가 현저해졌다. 움브리아에서 발견된 <마르스 상>(바티칸 미술관)이나, 상기 네트에서 출토한 유명한 <연설자>(피렌체 고고박물관)는 어느 것이나 후기 에트루리아 조각을 대표하는 것인데, 이것들에는 분명히 헬레니스틱 양식을 계승한 로마 조각의 영향이 보인다. 그리고 후기가 되어, 그 종교관의 이행으로 마신(魔神), 공상적 동물, 비극적인 주제를 다룬 부조와 조각이 많아졌다.

## 에트루리아의 회화
에트루리아인은 여러 가지의 형태를 한 분묘를 만들고 거기에 많은 일용품을 부장함과 함께, 분묘의 벽면을 아름답게 채색한 벽화로 장식했다. 신전이나 그 밖의 공공 건조물에도 벽화가 있었던 것 같으나 남아 있지 않다. 벽화가 현존하는 분묘에는 타르퀴니아의 분묘군(墳墓群), 불치의 <프랑수아의 묘>, 베이오의 <캄파나의 무덤>, 키우시의 <카즈치의 묘> 등이 있다. 타르퀴니아의 분묘군에는 벽화가 가장 많이 보이는데, 그 중에서도 가장 오랜된 벽화는 <황소의 묘>로서, 기원전 6세기 중엽의 것이다. 이 묘의 정면에는 트로이 전쟁의 정경이 그려져 있고, 거기에는 사람뿐 아니라 관목(灌木)이나 화환(花環)이 자연주의적 기법으로 묘사되어 있다. 색채는 빨강·노랑·파랑·녹색이 쓰였고, 장식성이 강하다. 기원전 6세기 말의 <수렵과 어로의 묘>에서는 네모난 벽에 바다를 배치하고 한복판에 배를 타고 낚시를 즐기는 네 인물이 그려지고, 하늘에는 고운 빛깔을 띤 많은 물새가 자유로이 날고, 바다에는 돌고래가 퍼덕거리고 있다. 그리고 기원전 6세기의 벽화에는, 연회석(宴會席)에서 악기에 맞추어 춤추는 남녀를 주제로 한 것이 많고, 그 묘사는 자유분방하여 밝은 생기가 넘치고 있다. 인물과 더불어 돌고래·물새·수목·화초 등이 그려져 그 자연과의 밀접한 관련은 선사시대의 크레타 회화를 상기(想起)하게 됨과 동시에, 분묘가 그들 일상 생활과 깊이 결합되어 있음을 보여 주고 있다. 에트루리아에서는 죽은 자의 혼은 불멸하며, 죽은 후에도 다시 현세(現世)의 연장으로서 현세와 같은 생활을 향유한다고 생각하고 있었다고 추측된다. 기원전 5세기가 되면 <남작(男爵)의 묘> <식탁의 묘> 등에서는 색채가 부드러워져서, 구도에 조화와 통일이 있는 엄격한 화풍이 나타났다. <남작의 묘>의 기법은 일반적으로 쓰이고 있던 프레스코가 아닌 템페라를 사용하고 있었으며, 인물 사이에 나란히 선 수목이나 작은 새들의 묘사는 사실적이다. 이것들은 분명히 그리스 회화의 영향이지만, 자연과 인물의 환경 묘사는 그리스 회화에서 볼 수 없는 에트루리아 회화의 특징이다. 기원전 4세기 이래 벽화의 주제와 화풍은 일변한다. <귀신의 묘>에는 붉은 머리카락을 풀어헤치고, 뾰족한 뿔을 가진 투쿨카라고 불린 귀신이 그려지고, 또 같은 분묘 내의 <베르카가(家)의 묘>에 묘사되어 있는 아름다운 여인의 가까이에도, 명계(冥界)의 선고자인 카르가 묘사되는 등, 모티프는 죽은 후의 세계에 대한 불안과 공포로 일변했다. 이 새로운 경향은 조금씩 잔혹한 장면으로 발전한다. 불치의 유명한 <프랑수아의 묘>에는, 아킬레스가 파트로크로스의 공양(供養)으로써 트로이의 청년을 살해하는 그림이 그려지고, 명계의 안내인 반트와 카르가 떡 버티고 서 있다. 죽은 다음의 세계에의 공포는 에트루리아의 쇠퇴기와 불가사의하게 일치하고 있다.

## 에트루리아의 공예
에트루리아의 공예는 청동 및 금공품(金工品)에 독창적이어서 매우 뛰어난 기능을 보였다. 이 기법은 오리엔트·그리스에서 배우고, 후에는 자신들의 손으로 훌륭한 작품을 만들어냈다. 타르퀴니아·체르베트리에서는 기원전 7세기경부터 기원전 6세기에 걸쳐서 청동제품의 제작이 성행하고, 기원전 6세기 후반, 불치에서는 장식적 인물을 얹거나 발 부분에 동물의 발 모양을 한 삼각대(三脚臺)·촉대·향로 등이 대량으로 제작되었다. 청동 거울과 키스타라고 불리는 직사각형, 혹은 원통형의 화장상자(化粧箱子)에 새긴 선각(線刻)은 에트루리아 금공(金工) 중에서도 특히 뛰어나게 섬세하며, 정치(精緻)한 선의 터치는 유려하여 고대에 있어서 유례를 찾아볼 수 없을 정도이다. 선각의 주제는 미(美)의 여신이나 신화의 사랑을 다룬 것이 많고, 제작의 중심지는 팔레스트리나와 불치라고 여겨진다. 바티칸에 있는 <에로스와 케파로스>의 선각이 있는 손거울이나 <피코로니의 키스타>는 청동제품의 절품(絶品)이다. 그리고 기원전 5세기경의 코르토나에서 출토된 부조(浮彫)가 붙은 램프도 모양과 장식이 호사스럽고 또한 독특한 것으로서, 당시의 에트루리아의 고도한 청동 기술을 전하는 수작(秀作)이다. 금제품으로는 브로치·귀고리 등 특히 여성의 장신구에 놀랄 만한 기능이 보인다. 그 한 가지로 예로서 체르베트리의 왕과 왕비의 묘에서 출토된 브로치(바티칸 미술관)는 기원전 7세기 중엽에 만든 것이라고 한다. 이 브로치는 위는 나뭇잎의 모양을 한 방패로서, 그 둘레에는 두줄의 팔미트로 꾸며지고, 다섯마리의 사자가 중앙으로 힘차게 걸어나가며, 또한 아래의 난형(卵形) 방패에는 집오리가 일곱줄로 나란히 있는 등, 정교한 기술은 놀랄 만한 것이다. 에트루리아의 도자기는 흑색의 부케로를 제외하고는 그 모양도, 장식의 주제도 모두 그리스의 항아리의 모방이다. 방대한 그리스 도자기의 수입으로 에트루리아의 요공(窯工)은 큰 영향을 받아, 그리스의 모방으로 시종했다. 이에 대해 에트루리아 독창적인 부케로는 도토(陶土)를 그을려서 만든 광택이 나는 흑도(黑陶)로서, 그 원형은 토착의 빌라 노바 문화의 영향에서 발전하고, 가장 오랜 부케로는 기원전 8세기경으로 돌아가며, 기원전 6세기·5세기에 제작된 부케로는 대부분이 키우시에서 제작되었으며, 형성은 바탕이 두껍고 한층 광택을 낸다. 일반적으로 에트루리아의 부케로는 소박하여 튼튼한 것이다.

## 참조
- 이 문서에는 다음커뮤니케이션(현 카카오)에서 GFDL 또는 CC-SA 라이선스로 배포한 글로벌 세계대백과사전의 내용을 기초로 작성된 글이 포함되어 있습니다.